# Truth Will Out
Truth Will Out is de zestiende aflevering van het veertiende seizoen van de televisieserie ER, die voor het eerst werd uitgezonden op 24 april 2008.

## Verhaal
Dr. Lockhart en dr. Kovac zijn weer terug in Chicago, zij heeft alles opgebiecht tegen haar man en hij twijfelt nu of er nog toekomst zit in hun huwelijk. Dr. Kovac heeft besloten om weg te gaan bij het ziekenhuis en neemt een baan aan als dokter in een bejaardentehuis, daar bouwt hij een band op met een bewoner. Dr. Lockhart krijgt een discussie met dr. Rasgotra over de behandeling van een Koreaanse jongen met leukemie. Zij is opgelucht als zij ondertussen een vrouw kan helpen die geboorte geeft aan haar dertiende kind. Na haar drukke dag heeft zij weer een gesprek met het bestuur van het ziekenhuis over een vaste aanstelling in het ziekenhuis. 
Dr. Rasgotra moet Sheryl Hawkins vertellen dat zij na haar operatie een infectie heeft opgelopen die moeilijk te bestrijden is. Zij vindt dit erg om te zeggen omdat er een speciale band tussen hen ontstaan is.
Het personeel van de SEH is verbaasd als zij ontdekken dat dr. Brenner een neef is van dr. Anspaugh. Dr. Brenner maakt zich steeds minder geliefd bij meerdere collega's met zijn eigenzinnige aanpak. 
De relatie tussen dr. Dubenko en dr. Wexler komt tot een eind nadat hij haar beschuldigt van aanhankelijkheid naar mannen. 

## Rolverdeling

### Hoofdrollen
- Goran Višnjić - Dr. Luka Kovac
- Maura Tierney - Dr. Abby Lockhart
- Mekhi Phifer - Dr. Gregory Pratt
- Parminder Nagra - Dr. Neela Rasgrota
- John Stamos - Dr. Tony Gates
- Scott Grimes - Dr. Archie Morris
- David Lyons - Dr. Simon Brenner
- Kari Matchett - Dr. Skye Wexler
- Leland Orser - Dr. Lucien Dubenko
- John Aylward - Dr. Donald Anspaugh
- Amy Aquino - Dr. Janet Coburn
- Linda Cardellini - verpleegster Samantha Taggart
- Yvette Freeman - verpleegster Haleh Adams
- Angel Laketa Moore - verpleegster Dawn Archer
- Lyn Alicia Henderson - ambulancemedewerker Pamela Olbes
- Brendan Patrick Connor - ambulancemedewerker Reidy
- Louie Liberti - ambulancemedewerker Bardelli
- Troy Evans - Frank Martin
- Bresha Webb - Laverne St. John

### Gastrollen (selectie)
- Aaron Yoo - Kwan Li
- Aida Turturro - Sheryl Hawkins
- Amanda Foreman - Missy Voltaire
- Drew Powell - Dennis Voltaire
- Emily Grace Reaves - Delilah Voltaire
- Hal Holbrook - Walter Perkins
- Jon Baggio - man
- Joseph Raymond Lucero - Freddie